# Gostritz
Gostritz ist ein Stadtteil Dresdens im Stadtbezirk Plauen. Er befindet sich dort im statistischen Stadtteil Kleinpestitz/Mockritz.

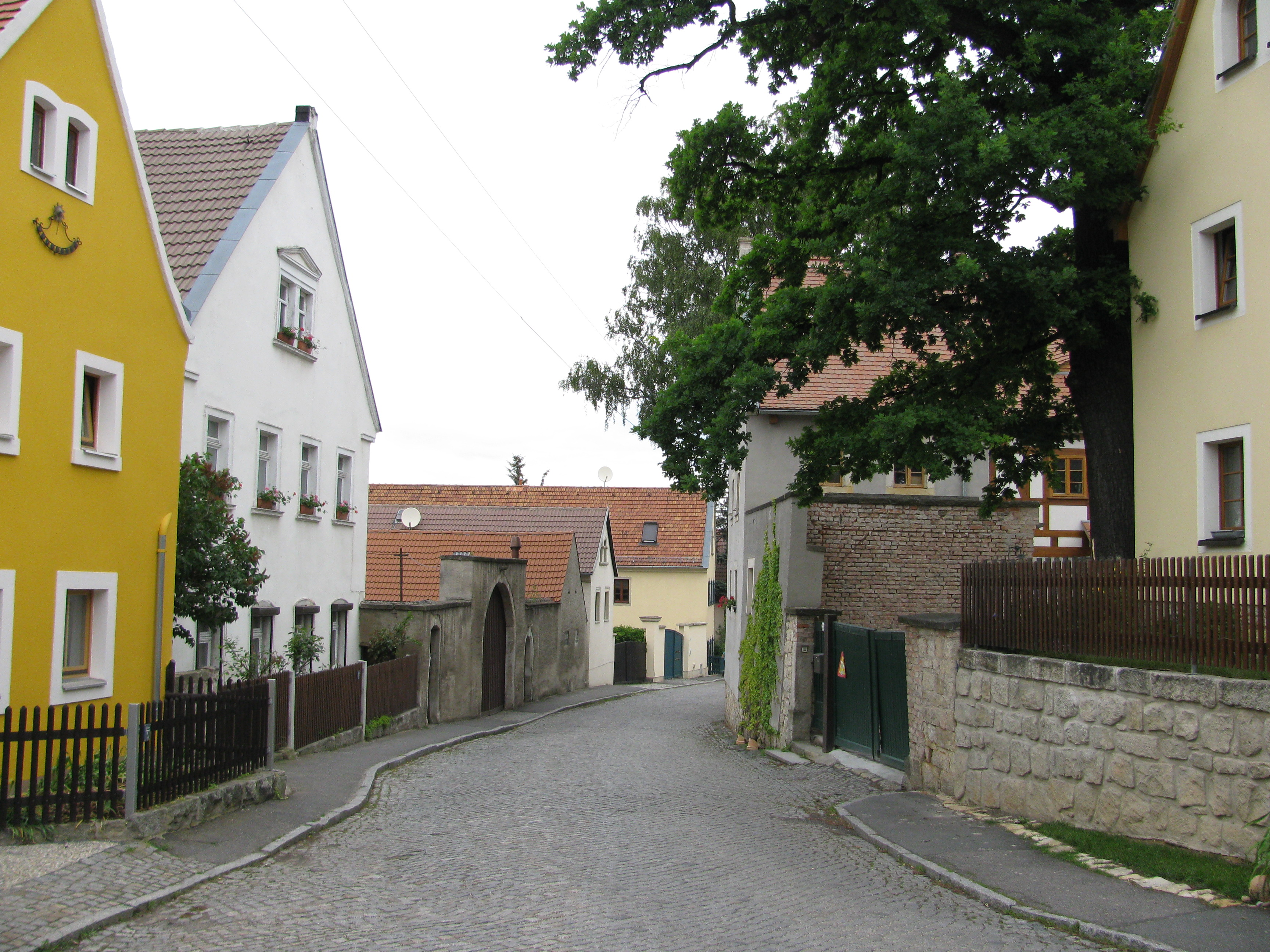
Dorfkern „Altgostritz“

## Lage
Gostritz liegt im Süden Dresdens am Stadtrand. Es wird von Mockritz im Westen und von Leubnitz-Neuostra im Osten umfasst. Südlich grenzt die Gemeinde Bannewitz an.
Durch Gostritz fließt der Nöthnitzbach, der in Mockritz in den Kaitzbach mündet. Der Nöthnitzbach entspringt im hügeligen Dresdner Erzgebirgsvorland südlich der Stadt.

## Geschichte
Gostritz wurde 1378 erstmals als Gostericz erwähnt, geht namentlich auf die Lokatorzuordnung zurück und bedeutet Leute des Goster. Ursprünglich im Besitz der Familie von Dohna, ging es durch seine Nähe zu Leubnitz in die Flur des Klosters Altzella über.
Die verwaltungsrechtliche Nähe zu Leubnitz-Neuostra erhielt sich nach der Säkularisation bis zur Eingemeindung nach Dresden im Jahr 1921. Die Stadt stellte im Jahr 2015 einen rund 200 Jahre alten Birnbaum an der Friebelstraße als vermutlich ältesten Birnbaum im Dresdner Stadtgebiet unter Schutz.

## Bebauung
Gostritz ist dörflich erhalten und hat mit Altgostritz einen historischen Dorfkern. Durch die Lage im Tal weist dieser die Form eines Straßendorfes auf. Im 20. Jahrhundert entstanden in Gostritz auch reine Miets- und Eigentumswohnhäuser.